# Wyoming, Michigan
Wyoming är en stad i närheten av Grand Rapids i Kent County i den amerikanska delstaten Michigan. Enligt 2010 års folkräkning hade Wyoming 72 125 invånare.